# تلنگیت-سورتوگوی (جمهوری آلتای)
تلنگیت-سورتوگوی (به لاتین: Telengit-Sortogoy) یک منطقهٔ مسکونی در روسیه است که در جمهوری آلتای واقع شده‌است.